# Mark 39

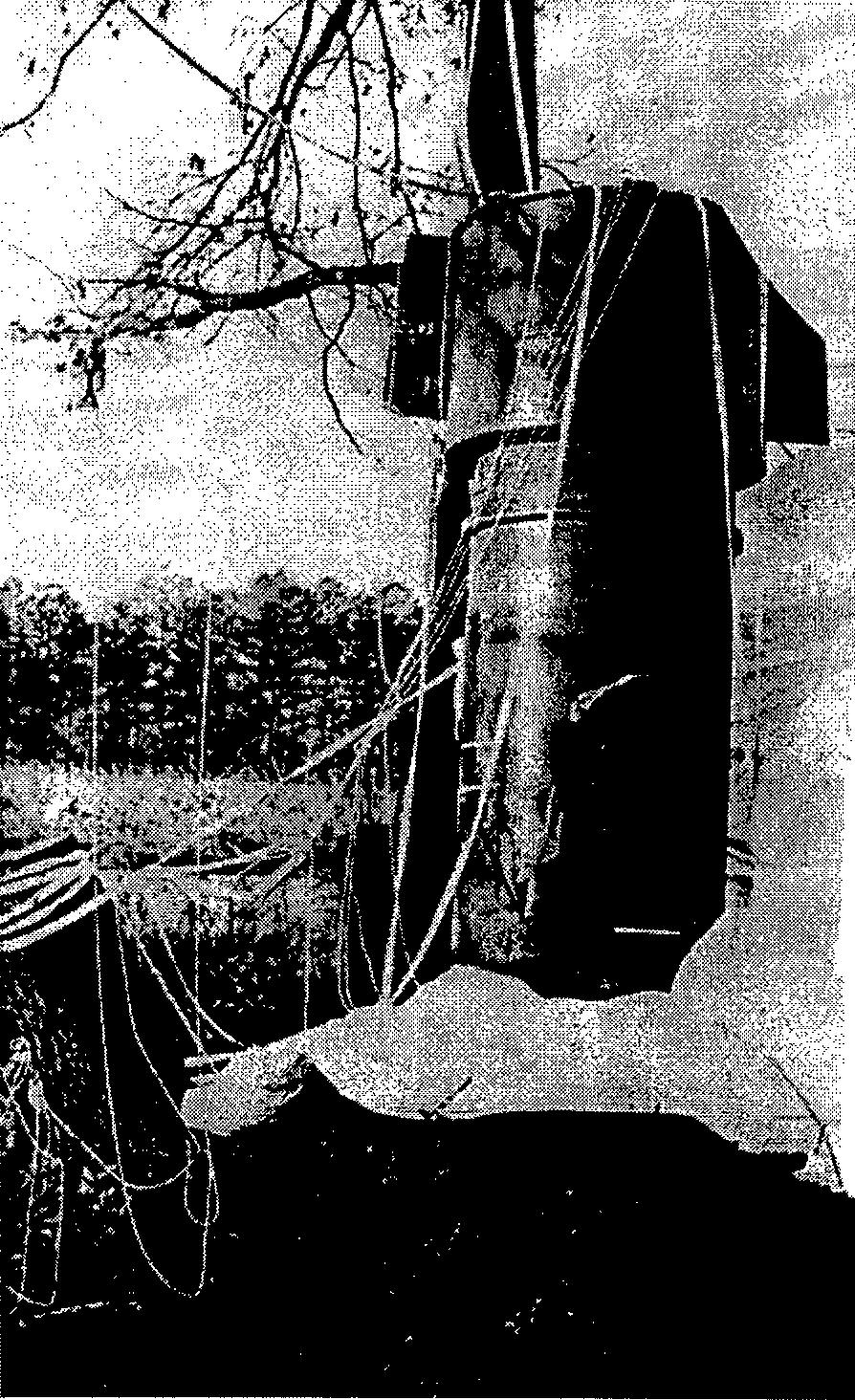
Uma bomba Mark 39 envolvida no acidente de Goldsboro, em 1961, onde um avião B-52 caiu após se desintegrar no ar devido a uma falha estrutural

Mark 39 foi uma linha de bombas termonucleares dos Estados Unidos da América, estavam em serviço de 1957-1966, tinham uma média de 3,8 megatons de rendimento, tinham 35 polegadas de diâmetro, 140 centímetros de comprimento e pesavam de 6,650 a 6,750 libras.
O projeto é um variante melhorado e atualizado da Mark 15, a ogiva variante foi chamada de W39 e só era diferente na sua fuselagem para poder aguentar a reentrada na atmosfera, tendo sido utilizada por vários mísseis.